# دانیل گرالات
 دانیل گرالات (انگلیسی: Daniel Gralath؛ زاده ۳۰ مهٔ ۱۷۰۸ درگذشته ۲۳ ژوئیهٔ ۱۷۶۷) یک فیزیک‌دان اهل آلمان بود.